# Lynn Hill
Carolynn Marie „Lynn“ Hill (* 3. ledna 1961 Detroit) je americká horolezkyně, sportovní lezkyně a bouldristka. V roce 1993 jako první volně přelezla cestu The Nose („Nos“) na El Capitan v Yosemitském údolí. Patří mezi nejvýznamnější sportovce v Petzl teamu, kteří spoluvyvíjí sportovní vybavení.
V roce 2012 navštívila Česko, v Praze měla přednášku na lezecké stěně SmíchOff. Česko navštívila také v roce 2023 jako hlavní host Mezinárodního horolezeckého filmového festivalu v Teplicích nad Metují.

## Výkony a ocenění
V roce 1995 vydal Heinz Zak knihu Rock Stars, kde je mezi nejlepšími skalními lezci světa mezi jedenácti americkými lezci.
- 1986: 2. místo ve druhém ročníku závodu Sportroccia
- 1987–1992: pětinásobná vítězka prvních šesti ročníků závodu Arco Rock Master, v roce 2012 jí překonala jen Rakušanka Angela Eiter

### Skalní výstupy
- RP 5.14a (8b+)
- On-sight: 5.13b (8a)

### Vícedélkové cesty
- The Nose, El Capitan, první volný přelez cesty
- The Nose, El Capitan, první jednodenní přelez
- první žena která vylezla cestu obtížnosti 5.14

### Závodní výsledky
- 1986 Sportroccia 2. místo

| Světový pohár       | Světový pohár  | Světový pohár | Světový pohár  | Světový pohár |
| Rok                 | 1989           | 1990          | 1991           | 1992          |
| ------------------- | -------------- | ------------- | -------------- | ------------- |
| Obtížnost           | ?              | 1-2           | 8              | 3             |
| jednotlivě* (4/6/2) | ,?,?, · ,?,?,? | ,,?, · ,      | ?,5,?, · 7,14, | ,4,4, · ,     |

- poznámka: nalevo jsou poslední závody v roce

### Film
- 1999: Extreme, režie: Jon Long, 40 min
- 2000: Beyond Gravity, režie: Sean White, 49 min
- 2006: Wall Rats, 60 min
- 2011: Reel Rock 6, režie: Anson Fogel, Josh Lowell, Peter Mortimer, Nick Rosen
- 2011: The Fanatic Search2 – A Girl Thing, režie Laurent Triay
- 2014: Valley Uprising, režie: Peter Mortimer, Nick Rosen, Josh Lowell, 99 min